# Seidenmatt
Seidenmatt (auch als Disemvoweling SDNMT) ist eine Post-Rock-Band aus Berlin.

## Geschichte
Seidenmatt wurde 2001 von Jan Heinemann (Gitarre), Florian Koller (Bass), Matthias Horn (Schlagzeug) und Martin Eichhorn (Samples) in Berlin gegründet. Die Band hat sich dem Post-Rock verschrieben. Die besonders rhythmisch orientierte und harmonielastige Musik entfaltet sich nicht selten in überlangen Songs, in denen klangliche Dynamik und scheinbar monumentale Steigerungen beliebte Stilmittel sind. Die Musik ist von Bands wie Mogwai und Sigur Rós beeinflusst.
Ursprünglich wurde ausschließlich Instrumentalmusik gespielt, so auch auf dem Debüt Wasserluft (2003). Zu dieser Zeit tourte Seidenmatt mit bekannten Bands wie Amplifier. Im Jahr 2004 wurde eine Split-10" zusammen mit der Schweizer Post-Rock-Band Honey for Petzi aus Lausanne herausgegeben. Bereits auf dem Nachfolger des Debütalbums, If You Use This Software Often – Buy It (auch: IYUTSO-BI, 2005), wurde mit Gesang experimentiert. Zu diesem Zeitpunkt wurde dieser noch von Felix Räuber beigesteuert, dem Sänger der Dresdner Band Polarkreis 18, mit der man auch zusammen Konzerte gab.
Seit 2007 singt Sebastian Cleemann, der zudem – ebenso wie bei Kate Mosh – Gitarre und Keyboard spielt. Im Gegensatz zu den beiden Vorgängeralben sind die Songs auf The Goal Is to Make the Animals Happy (2007) weniger ausufernd, teilweise deutlich kürzer. Zusätzliche Akzente bei den Aufnahmen setzten Gastspieler mit Horn, Trompete und Cello. Laut eigenen Angaben wurde der Bandname mit der Albumveröffentlichung von Seidenmatt auf SDNMT geändert.

## Diskografie
Alben
- 2003: Wasserluft (Digipak; Sinnbus)
- 2005: If You Use This Software Often – Buy It (Digifile; Sinnbus)
- 2007: The Goal Is to Make the Animals Happy (Digifile; Sinnbus)